# 伊藤正己 (ゴルファー)
伊藤 正己（いとう まさみ、1956年3月22日 - ）は、岐阜県出身のプロゴルファー。

## 来歴
日吉ハイランド倶楽部での研修生時代は必死にプレーに向き合う3年間を過ごし、プロテスト4回目は1打差で涙を飲んだ。6回目でようやく合格を掴み、現在も所属する明智ゴルフ倶楽部明智ゴルフ場に移籍。
1984年の群馬オープンでは新井規矩雄・大町昭義に次ぐと同時に泉川ピート・川田時志春・岩下吉久・土山録志・中村稔と並んでの4位タイ、和歌山オープンでは初日を宮本康弘・井上久雄に次ぐと同時に友利勝良・金海繁と並んでの5位タイでスタートし、最終日には入野太・宮本に次ぐと同時に吉川一雄・大町・前田新作・金海を抑えての4位タイに入った。
ツアー時代の中部オープンでは1986年に出口栄太郎の3位、1987年には石井裕士・塩田昌宏と並んでの2位タイ、1988年には鈴木豊と並んでの4位タイ、1989年には内田繁・出口・松本紀彦と並んでの4位タイと4年連続ベスト5入りを果たす。
1986年の水戸グリーンオープンでは友利勝良・寺田寿に次ぐと同時に白石達哉・橋本和夫と並んでの2位、1994年の第10回では高橋完・井上智夫を抑えて初優勝しグローイングランキングの2位に入り、1996年にはミズノTOKYOオープンで2勝目を挙げ、後援競技ランキングの3位になり“裏シード”ながら2度のシード入りを果たした。
1997年の日本オープンでは飯合肇・丸山茂樹と並んでの9位タイに入り、2001年の東海クラシックを最後にレギュラーツアーから引退し、2006年からはシニアに転向。
シニア1年目の2006年はファンケルクラシックでは初日5アンダー、67の好スコアで2位につけると2日目、最終日も安定したスコアを残し4位タイと健闘。この成績が大きくモノを言って賞金ランク15位に入り、シード権を獲得。
2年目の2007年は日本プロシニアの初日、7バーディ、2ボギーの67で単独トップに経つが、2日目からはスコアが伸びず13位に終わった。シニアツアー全試合に出場し、予選落ちはなく賞金ランク30位に飛び込み、ぎりぎりながらシードを守った。
3年目の2008年はシニアツアー全9試合に出場、ファンケルクラシックとPGA Handa Cup5位タイなど、5試合でベストテン入りする安定したゴルフを見せ、賞金ランクも自身最高の11位とした。PGA協力競技の岐阜オープンクラシックでは、久保谷健一・宮本勝昌・今野康晴・藤田寛之らレギュラー選手を退けて優勝する。
2009年はコマツオープンで最終日、上位のスコアが伸び悩む中スコアを2つ伸ばして丸山智弘、デビッド・イシイ（アメリカ）、ブーンチュ・ルアンキット（タイ王国）と4名のプレーオフとなり、1ホール目で丸山にバーディを決められ涙を飲んだ。富士フイルム選手権で優勝の飯合肇に1打差まで迫ったが、シニアツアー初優勝はならなかった。
2010年はシニアツアー全試合に出場し、ファンケルクラシックで予選落ちがあったもののPPTシニア4位タイ、日本プロシニア9位タイと確実に賞金を獲得、賞金ランク25位として5年連続のシード入りを果たす。
2011年は皇潤クラシックで最終日、悪天候で上位のスコアが伸び悩む中、パープレーで何とかしのぎ2位タイに入った。ファンケルクラシック8位タイなど、確実に賞金を獲得し、賞金ランク24位で6年連続のシード入りを果たす。
2011年の三重県シニアオープンでは杉山直也と共に2アンダーでサドンデスプレーオフとなり、1ホール目の第1打はフェアウェイへ運び、ピン奥5mにオン、球はまっすぐにカップに向かいコロンと入るバーディ。杉山もしっかりとバーディを決めドローとなるが、2ホール目は左ラフからの杉山の第2打がグリーン右端、右ファーストカットからの伊藤の第2打がグリーン左端と分かれる。最初のパットは杉山で、球はいい転がりであったがカップをかすめ1.5m近くオーバーし、「入るかと思った」と呟いた伊藤は、慎重にパッティングしたが1m強ショートする。その後の杉山のパーパットはまたもカップを通り過ぎてボギーフィニッシュとなり、伊藤が丁寧にパーパットを沈め、優勝を決めた。
2012年は開幕戦のスターツで10位に入ったのをスタートに、ISPSハンダ灼熱15位、ファンケル4位、コマツ5位と持ち前の堅実なゴルフでランク上位をキープし、賞金ランク18位でシーズンを終えた。
2013年も全12試合に出場したが、トップ10に入ったのは5月のISPSハンダ五月の3位タイの1度だけで、日本シニアオープン12位タイ、ファンケル14 位タイ、KYORAKU16位タイと、優勝圏内に入った試合が少なかった。
2021年の日本シニアオープンでは初日に65ストロークでエージシュートを達成し首位タイと好スタートを切り、伊藤自身は2019年62歳の時にノジマチャンピオン杯の初日62ストロークでエージシュートを達成して以来2度目、シニアオープンでも2007年青木功（65歳65ストローク）、2017年海老原清治（68歳68ストローク）以来3人目の快挙を達成。
2022年には5月に関西プログランドシニアで優勝すると、その後もPGAティーチングプロシニア、PGAティーチングプログランドシニアと圧巻の連戦・連勝で、快進撃を披露。
ティーチングプログランドシニアではアウト1番から連続バーディー奪取でスタートし、アップダウンのある丘陵コースで狭いランディングエリアであっても、ティーショットはドライバーを振り切る自信があり、5、6番ホール、さらに8番でもバーディーを重ねる。前半は31をマークし他を寄せ付けないプレーを展開し、後半に入り11番パー5は2オンに成功したが3パット。凌ぐホールが続き14番パー4で再び3パットボギー、さらに16番パー5でも3パットとグリーンのタッチが合わなくなってしまうが、最終18番では長いパッティングを寄せてパーセーブとし、2位に3打差をつけ嬉しい優勝を手に入れた。

## 主な優勝
レギュラー
- 1990年 - 岐阜県オープン
- 1994年 - 水戸グリーンオープン
- 1996年 - ミズノTOKYOオープン
- 2008年 - 岐阜オープンクラシック

シニア
- 2011年 - 三重県シニアオープン
- 2016年 - PGAティーチングプログランドシニア
- 2017年 - PGAティーチングプログランドシニア選手権大会
- 2019年 - 関西プロゴルフグランドシニア
- 2022年 - 関西プロゴルフグランドシニア、PGAティーチングプロシニア、PGAティーチングプログランドシニア